# Sakata Tōjūrō IV
Sakata Tōjūrō IV est un nom japonais traditionnel ; le nom de famille (ou le nom d'école), Sakata, précède donc le prénom (ou le nom d'artiste).
Sakata Tōjūrō IV (四代目坂田藤十郎, Yondaime Sakata Tōjūrō), né le 31 décembre 1931 et mort le 12 novembre 2020, est un acteur japonais du théâtre kabuki du genre kamigata et Trésor national vivant du Japon. Contrairement à la plupart des acteurs kabuki, il endosse à la fois des rôles masculins et féminins et est réputé comme talentueux wagotoshi (acteur de rôles masculin dans la tradition wagoto) et onnagata (acteur de rôles féminins). Il est le quatrième dans la lignée Sakata Tōjūrō, dont il a ranimé le nom après une interruption de plus de 230 ans.

## Lignée

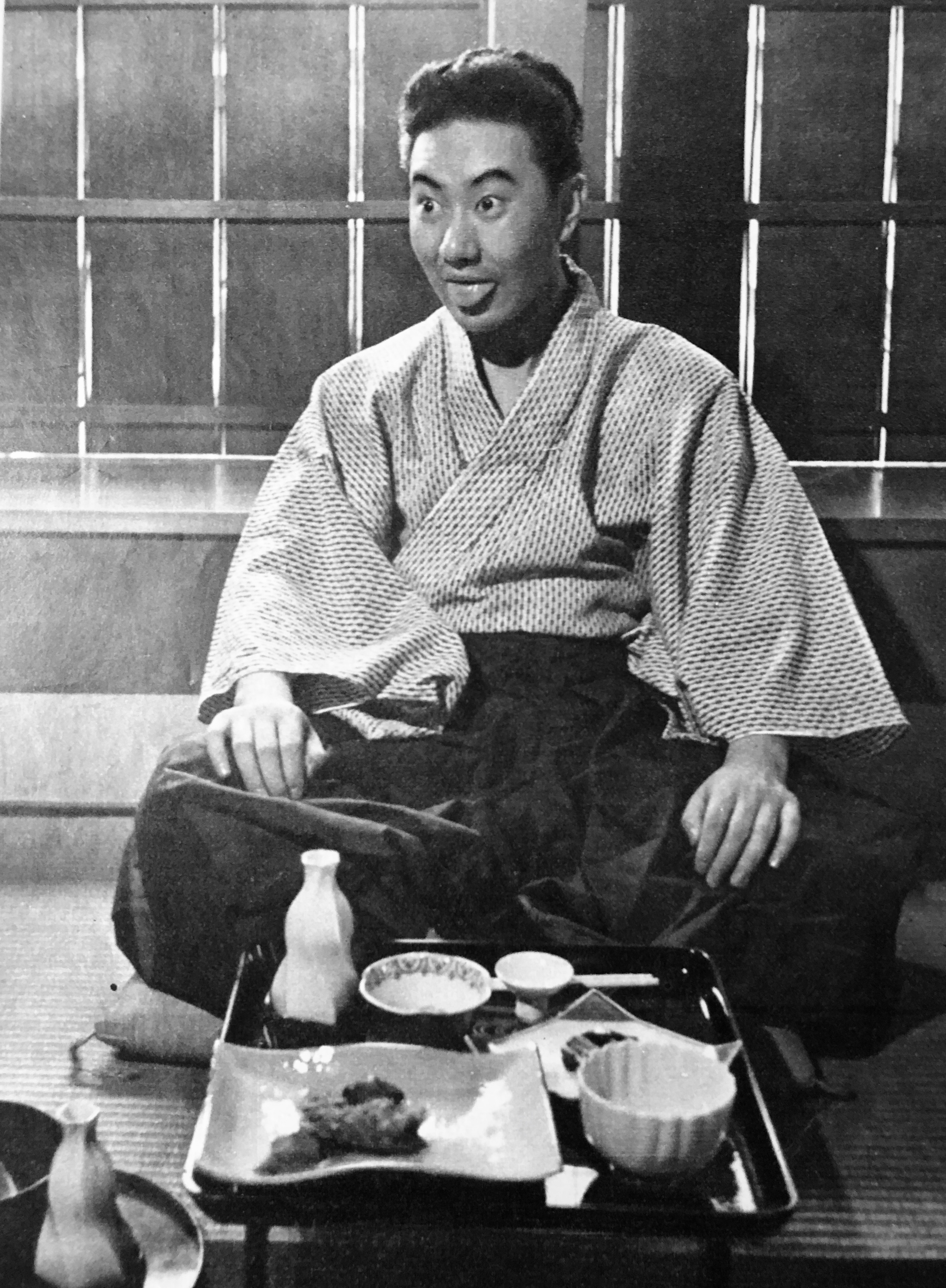
Sakata Tōjūrō IV en 1954.

Bien qu'il n'a aucun lien héréditaire direct avec la lignée précédente de Sakata Tōjūrō qu'il a relancée, la lignée de Tōjūrō remonte à plusieurs générations dans le monde du théâtre kabuki. Il est le fils aîné de Nakamura  Ganjirō II, petit-fils de Nakamura  Ganjirō I, et petit-fils de Nakamura Kanjaku III qui a été adopté dans les familles de kabuki par Nakamura Utaemon IV. 
Nakamura Kanjaku V et Nakamura Senjaku III, fils de Tōjūrō, jouent comme acteur kabuki ainsi que ses petits-fils Nakamura Kazutarō  et Nakamura Toranosuke.

## Carrière
Il naît au réveillon du Nouvel An 1931, fils ainé de l'acteur Nakamura Ganjirō II, et fait sa première apparition sur scène en octobre 1941 sous le nom Nakamura Senjaku II au Kado-za à Osaka dans la pièce intitulée Komochi Yamanba.
Tout au long de sa carrière, il joue principalement à Osaka, se produisant à la fois dans les pièces traditionnelles appartenant de longue date au répertoire et dans de nouvelles œuvres pour le kabuki, principalement du dramaturge Nobuo Uno. Il prend aussi fréquemment part à des spectacles de renaissance à Tokyo de pièces du grand dramaturge bunraku (théâtre de marionnettes) Chikamatsu Monzaemon. Suicides d'amour à Sonezaki (Sonezaki Shinjū), une des pièces les plus connues du dramaturge, est représentée pour la première fois depuis la Seconde Guerre mondiale au Shinbashi Enbujō en 1953. La cérémonie commémorative du 250e anniversaire du dramaturge est marquée par la renaissance de Horikawa Nami no Tsuzumi en 1973.
En 1982, Senjaku crée la Chikamatsu-za, troupe itinérante consacrée à la représentation des œuvres de Chikamatsu. Ces tournées l'amène dans de nombreuses villes au Japon ainsi qu'au Royaume-Uni, aux États-Unis, en Chine, non seulement pour des représentations mais aussi pour des conférences et des ateliers culturels. Les tournées sont fréquemment l'occasion de donner Suicides d'amour à Amijima (Amijima Shinjū) et parfois comprend des reprises de pièces de théâtre qui n'ont pas jouées depuis des siècles. La tournée de 1998 est l'occasion de donner Keisei Mibu Dainenbutsu qui n'a pas été jouée depuis 1702.
Senjaku hérite du nom de son père et devient Nakamura Ganjirō III en novembre 1990 lors d'une cérémonie shūmei au Kabuki-za à Tokyo. Ganjirō est alors désigné Trésor national vivant (人間国宝, ningen kokuhō) en 1994.
Il prend le nom Sakata Tōjūrō en décembre 2005. Il adopte ce nouveau nom au Minami-za à Kyoto. 
Son objectif est de relancer la lignée qui a disparu plus de 230 ans auparavant avec la mort de Sakata Tōjūrō III en 1774. Il vise non seulement à honorer la mémoire de la lignée Sakata Tōjūrō avant lui, qui a lancé, développé et entretenu la tradition du kabuki de Kamigata, mais aussi dans le cadre d'un effort pour relancer et maintenir cette tradition elle-même. Il est ainsi, comme les autres Tōjūrō avant lui, perçu comme un symbole de la tradition kamigata et l'acteur principal de cette tradition.
En plus de ses représentations, Tōjūrō supervise et participe à un certain nombre de programmes culturels pour aider à encourager l'intérêt pour le kabuki et à maintenir la tradition Kamigata. Il effectue également des tournées à l'étranger, celle du mois de septembre 2007 lui donne l'occasion de jouer à Guangzhou, Beijing, Shanghai et Hangzhou. Il célèbre son 77e anniversaire (anniversaire spécial au Japon) en décembre de cette année avec une représentation de la pièce Dōjōji.

## Honneurs et récompenses
- 2008 - Praemium Imperiale[4]
- 2009 - Ordre de la Culture.

## Filmographie sélective
- 1956 : Koi sugata kitsune goten (恋すがた狐御殿?) de Nobuo Nakagawa : Harukata
- 1966 : Yokobori kawa (横堀川?) de Hideo Ōba